# Anastrepha hastata
Anastrepha hastata är en tvåvingeart som beskrevs av Stone 1942. Anastrepha hastata ingår i släktet Anastrepha och familjen borrflugor. Inga underarter finns listade i Catalogue of Life.